# سید سیزر
سید سیزر (انگلیسی: Sid Caesar؛ زاده ۸ سپتامبر ۱۹۲۲ - درگذشته ۱۲ فوریه ۲۰۱۴) یک هنرپیشه اهل ایالات متحده آمریکا بود. وی بین سال‌های ۱۹۴۶ تا ۲۰۰۶ میلادی فعالیت می‌کرد.

## گزیده فیلم‌شناسی
فهرست برخی از فیلم‌هایی که سید سیزر در آنها به ایفای نقش پرداخته‌است:
- دنیای دیوانه، دیوانه، دیوانه، دیوانه در نقش ملویل کرامپ
- گریس
- نقشه شیطانی دکتر فومانچو در نقش جو کاپون
- تاریخ جهان، قسمت ۱
- گریس ۲
- آلیس در سرزمین عجایب
- کت و شلوار بستنی شگفت‌انگیز